# Marek Klonowski
Marek Klonowski (ur. 18 września 1979 roku w Gryfinie) – polski podróżnik, autor książki opisującej wędrówki pod tytułem „Moje Buty”. 

## Życiorys
Ukończył Akademię Morską w Gdyni na kierunku elektroautomatyki okrętowej. Odbył między innymi samotnie wyprawę rowerem na Kaukaz oraz dookoła Morza Czarnego, podczas której zdobył Elbrus. Za tę wyprawę w 2003 roku otrzymał tytuł „Podróżnika roku” nadany przez czasopismo "Podróże".
W 2005 roku wyruszył w samotną podróż autostopem z Nowego Jorku na Alaskę, gdzie zdobył szczyt Denali (McKinley) (6194 m n.p.m.), zaliczany do Korony Ziemi.
W styczniu 2007 roku podjął samotną próbę zdobycia najwyższego szczytu Kanady – Mount Logan (5966 m n.p.m.), nie dotarł jednak do wierzchołka. Cel ten osiągnął rok później, wspólnie z Tomaszem Mackiewiczem. Stanęli oni na szczycie 3 czerwca 2008 r. Za osiągnięcie to otrzymali nagrodę Kolosa w kategorii „Wyczyn roku 2008”.